# Едвардсов мочварни пацов
Едвардсов мочварни пацов (лат. Malacomys edwardsi, енгл. Edward's swamp rat) је сисар из реда глодара и породице мишева (лат. Muridae). 

## Распрострањење
Врста је присутна у Гани, Либерији, Нигерији, Нигеру, Обали Слоноваче и Сијера Леонеу.

## Станиште
Едвардсов мочварни пацов има станиште на копну.

## Угроженост
Ова врста није угрожена, и наведена је као последња брига јер има широко распрострањење.

### Популациони тренд
Популациони тренд је за ову врсту непознат.